# Melomys lutillus
Melomys lutillus is een knaagdier uit het geslacht Melomys dat voorkomt op Nieuw-Guinea, Misima en Woodlark. Op die laatste twee eilanden leven wat grotere dieren. Hij leeft in allerlei graslandgebieden, behalve op Woodlark, waar hij in regenwouden leeft. M. lutillus behoort tot een groep nauw verwante soorten, waar ook Melomys bannisteri, Melomys frigicola, Melomys burtoni en een onbeschreven soort uit Sudest bij horen, die allemaal in graslandgebieden leven. Vaak worden al deze vormen als één soort gezien. De ondersoort muscalis uit het uiterste zuiden van Nieuw-Guinea, die door Menzies (1996) in M. lutillus werd geplaatst, hoort in feite bij M. burtoni uit Australië (Musser & Carleton, 2005). M. lutillus is een middelgrote Melomys-soort, met een meestal witte buik (soms met rode vlekken) en een meestal roodgrijze rugvacht. De staart is van boven donkerder dan van onderen. Per centimeter zitten er 13 tot 16 opgerichte (eilanden) of platte (Nieuw-Guinea) schubben op. De kop-romplengte bedraagt 90 tot 115 mm, de staartlengte 110 tot 120 mm, de achtervoetlengte 23 tot 25.6 mm en de oorlengte 14.9 tot 16 mm (gebaseerd op zes exemplaren uit de Papoea-Nieuw-Guinese Southern Highlands Province; Flannery, 1995). Vrouwtjes hebben 0+2=4 mammae.